# 불꽃 세포
불꽃 세포(flame cell)는 편형동물, 윤형동물, 유형동물을 포함한 단순 무척추동물에서 발견되는 특수한 배설 세포이다. 이들은 전용 배설 시스템을 가진 가장 단순한 동물이다. 불꽃 세포는 신장처럼 기능하여 노폐물을 제거한다. 불꽃 세포 뭉치를 프로토네프리디아라고 한다.
불꽃 세포는 핵이 있는 세포체로, 컵 모양의 돌출부가 있으며, 컵의 안쪽 표면을 편모가 덮고 있다. 이 편모의 움직임이 불꽃과 비슷하여 이 세포에 불꽃이라는 이름이 붙었다. 컵은 관 세포에 부착되어 있으며, 관 세포의 안쪽 표면도 섬모로 덮여 있어 관 세포를 통해 액체를 이동시키는 데 도움이 된다. 관은 신장공을 통해 외부로 열리거나, 흡충류의 경우 배설 방광으로 열린다. 이 세포의 기능은 벌레의 삼투압을 조절하고 이온 균형을 유지하는 것이다. 관 세포의 미세융모는 일부 이온을 재흡수하는 데 사용될 수 있다.
분자는 불꽃세포와 관세포 사이의 틈을 통해 관세포의 세관으로 들어가서 배출된다.

## 같이 보기
- 네프론
- 배설관
- 말피기관